# Коржова (Чортківський район)

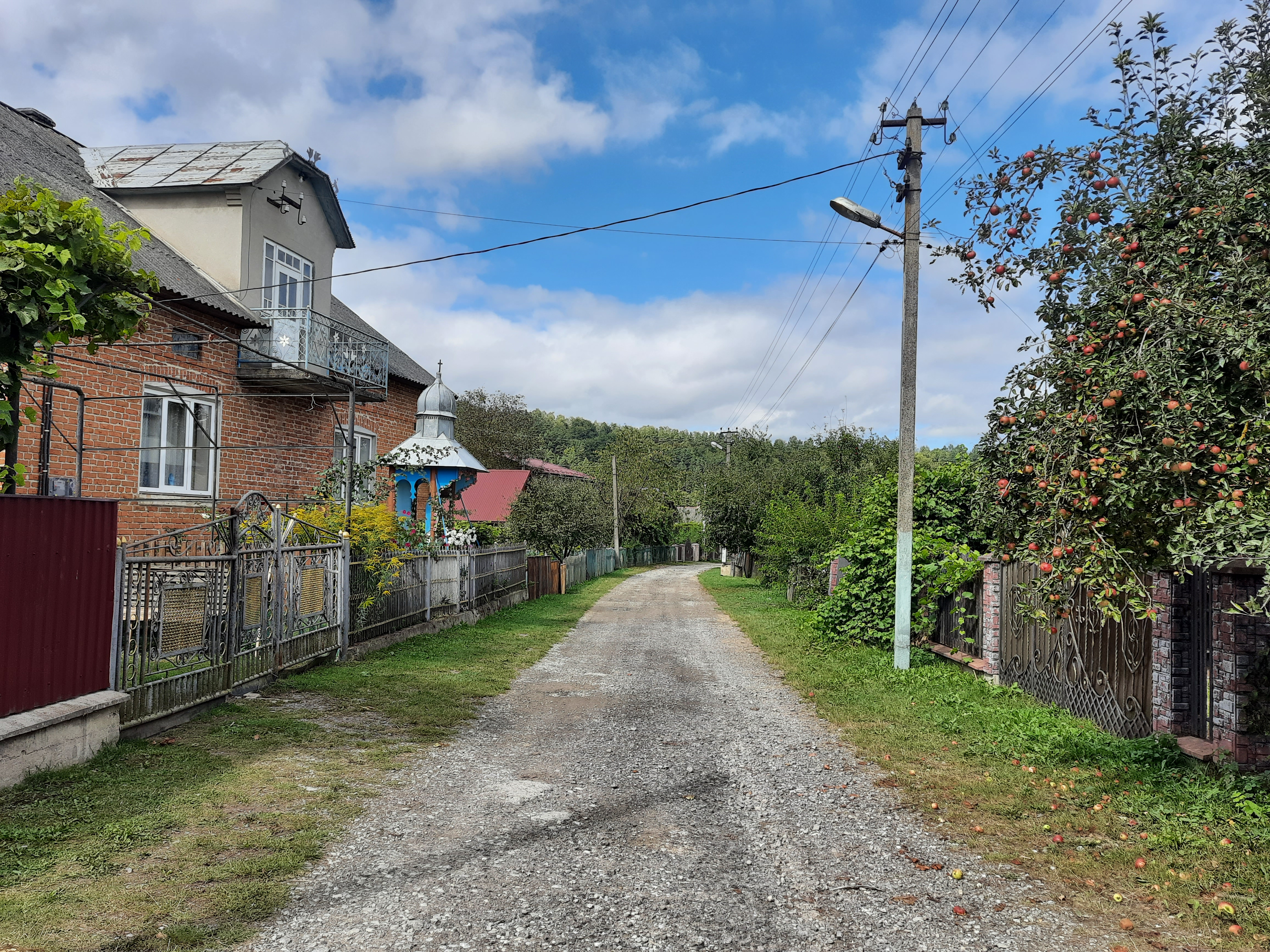
Сільська вулиця

Коржова́ — село  в Україні, у Монастириській міській громаді Чортківського району Тернопільської області. Розташоване на річці Золота Липа на південному сході району. До 2020 року підпорядковане Завадівській сільраді.
Населення — 332 особи (2001).

## Історія
Поблизу Коржови виявлено археологічні пам'ятки комарівсько-тшинецької культури, культури Ноа.
Перша писемна згадка — 1561 року.
Діяли «Просвіта» й інші українські товариства.
Членами ОУН і вояками УПА були уродженці с. Коржова:
- Йосиф Врубльовський (1920–1944), Корнель Дутчак (1909–1945), Петро Заєць (станичний ОУН), Йосип (1920–р. см. невід.) і Станіслав (1905–1953) Кордяки, Катерина Лашта (1928–1945), Степан Левицький (1920 р. н.), Петро Малярський (1921–1944), Константин Насевич (1914–1953), Ярослав Рубльовський (1915 р. н.) та інші.

Серед репресованих мешканців села:
- Ілярій (1924–1978), Йосип (1893–1969), Катерина (1902–1983), Надія (1923 р. н.) та Ярослава (1936 р. н.) Ганасевичі, Юлія (1903–1980), Юстина (1888–1945), Микола (1938 р. н.), Іван (1932 р. н.), Онуфрій (1903–1960), Петро (1944 р. н.), Стах (1934 р. н.) і Степан (1928 р. н.) Гладкі, Анастасія (1912–1990), Йосип (1948 р. н.), Олена (1890–1952) та Петро (1924–1991) Дутчаки, Марія (1949 р. н.) і Теофіль (1928–1981) Кордяки, Іванна (1937 р. н.), Меланія (1909–1951) та Степан (1892–1955) Кудринські, Ганна (1917 р. н.), Данило (1895–1964), Іван (1928 р. н.), Йосип (1945 р. н.) і Роман (1952 р. н.; народився на засланні) Намуровані, Ярослава Пігурська (1925–1971), Данило (1890–1972), Євгенія (1941 р. н.), Кароліна (1892–1953) та Михайло (1927 р. н.) Садловські, Ганна (1934 р. н.), Євгенія (1899–1985), Йосип (1922–1988), Мирон (1928 р. н.) і Павло (1895–1964) Цибульські.

Протягом 1962–1966 село належало до Бучацького району. 
12 червня 2020 року, відповідно до розпорядження Кабінету Міністрів України № 724-р «Про визначення адміністративних центрів та затвердження територій територіальних громад Тернопільської області» увійшло до складу Монастириської міської громади.
19 липня 2020 року, в результаті адміністративно-територіальної реформи та ліквідації Монастириського району, село увійшло до складу Чортківського району.

## Політика

### Парламентські вибори, 2019
На позачергових парламентських виборах 2019 року у селі функціонувала окрема виборча дільниця № 610678, розташована у приміщенні клубу.
Результати
- зареєстровано 206 виборців, явка 70,87%, найбільше голосів віддано за «Слугу народу» — 27,97%, за Всеукраїнське об'єднання «Батьківщина» — 18,18%, за «Європейську Солідарність» — 13,29%.[3] В одномандатному окрузі найбільше голосів отримала Алла Стечишин (самовисування) — 55,56%, за Миколу Люшняка (самовисування) — 22,22%, за Романа Василіцького (Об'єднання «Самопоміч») — 9,03%[4].

## Пам'ятки
- церква Чуда святого архістратига Михаїла (1880, дерев'яна; 2012, кам'яна) і дзвіниця[d].
- Насипана символічна могила УСС.
- Стоянка та поселення Коржова I[d] (пізній палеоліт (40—10 тис. років тому); трипільська культура (IV — кін. III тис. до н. е.));
- Стоянка та поселення Коржова II[d] (пізній палеоліт (40—10 тис. років тому); трипільська культура (IV — кін. III тис. до н. е.); голіградська культура (XI—VII ст. до н. е.); пізній латен (III—І ст. до н. е.));
- Поселення Коржова III[d] (трипільська культура (IV — кін. III тис. до н. е.); голіградська культура (XI—VII ст. до н. е.));
- Стоянка Коржова IV[d] (пізній палеоліт (40—10 тис. років тому));
- Поселення Коржова V[d] (трипільська культура (IV — кін. III тис. до н. е.); комарівсько-тшинецька культура (XV—XII ст. до н. е.); голіградська культура (XI—VII ст. до н. е.));
- Поселення Коржова VI[d] (трипільська культура (IV — кін. III тис. до н. е.));
- Поселення Коржова VII[d] (трипільська культура (IV — кін. III тис. до н. е.); черняхівська культура (III—IV ст. н. е.));
- Поселення Коржова VIII[d] (лука-райковецька культура; давньоруський час (XII—XIII ст.));
- Поселення Коржова IX[d] (трипільська культура (IV — кін. III тис. до н. е.));

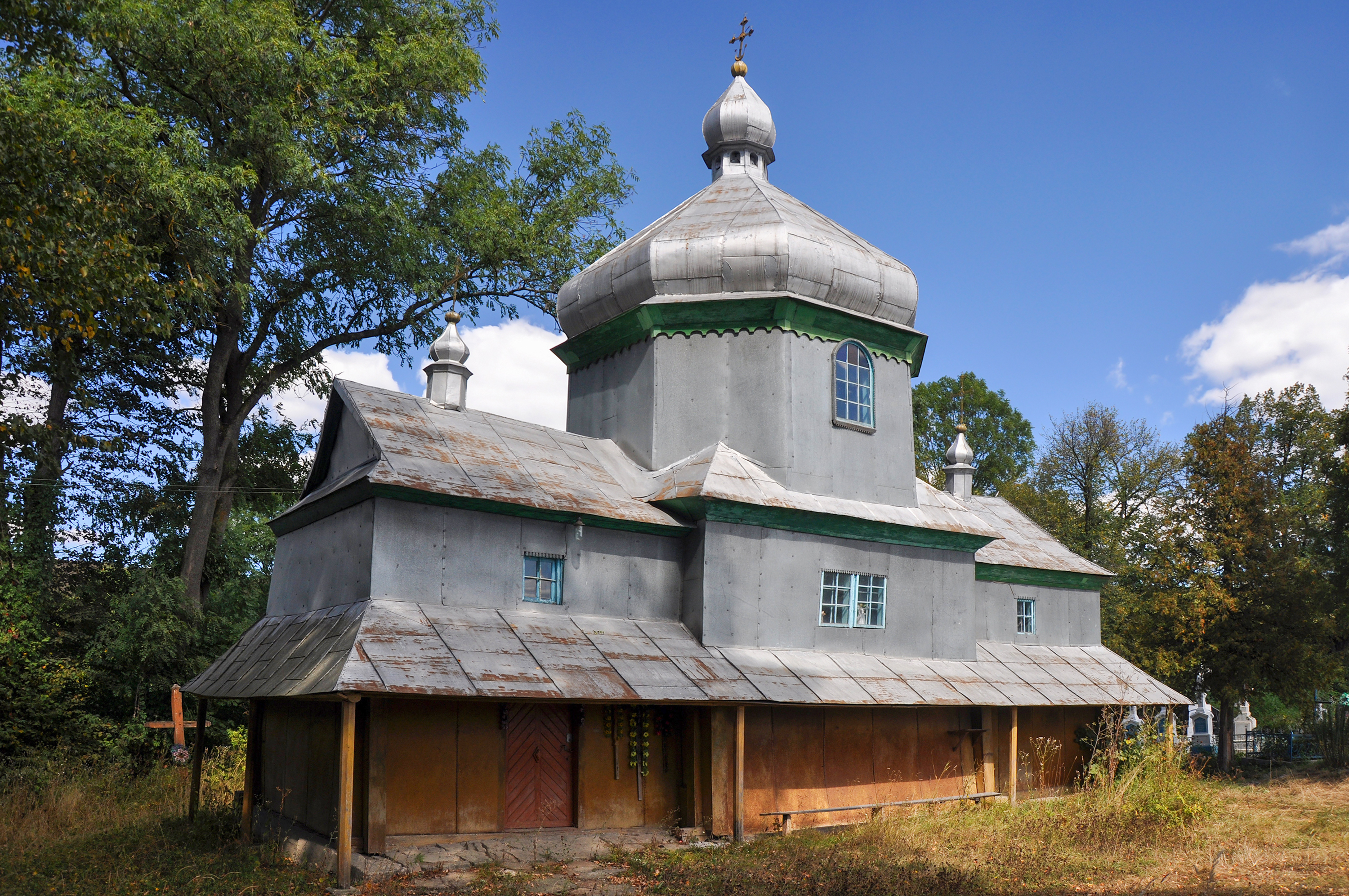
Дерев’яна церква святого Михаїла
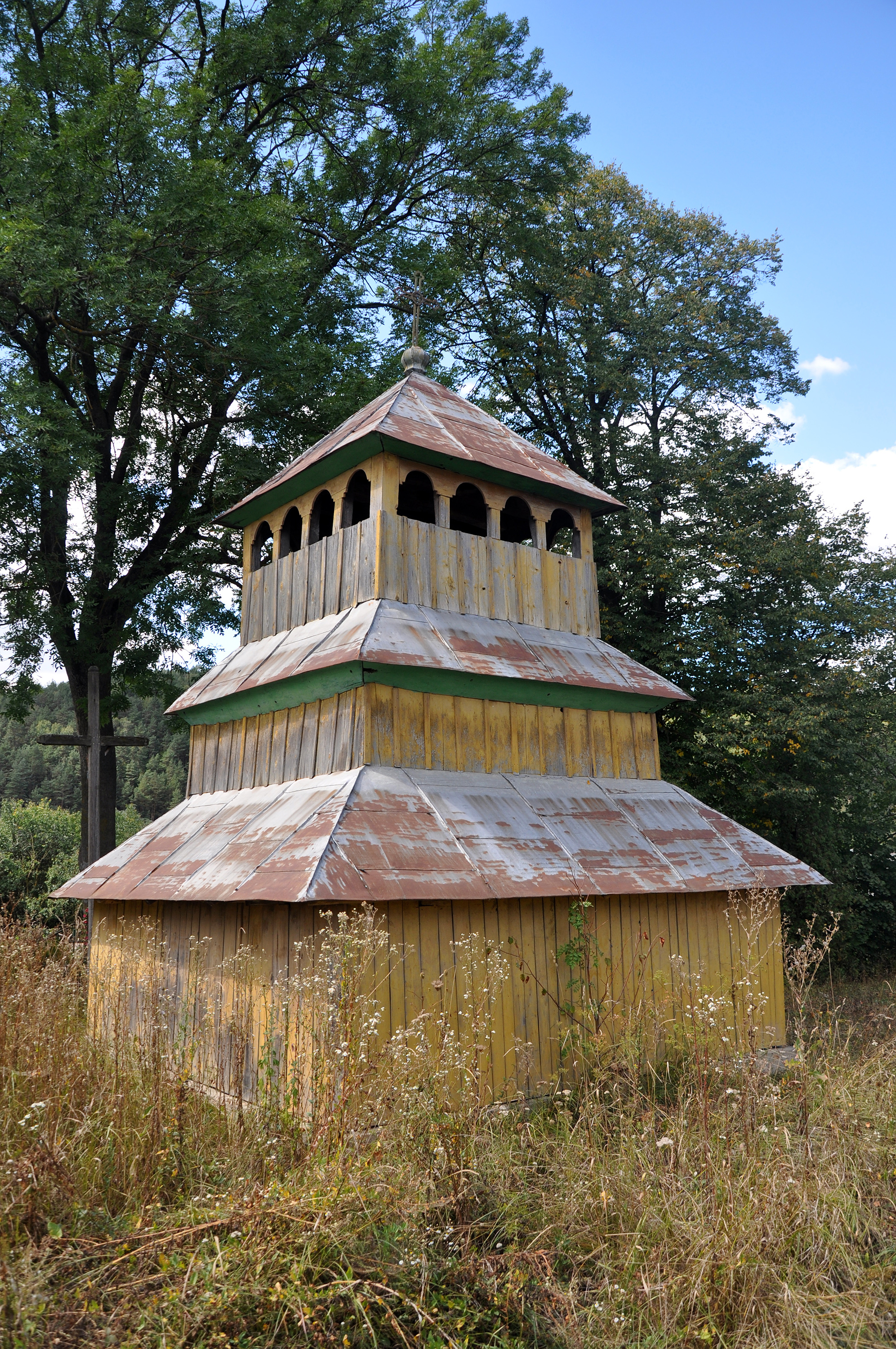
Дзвіниця церкви святого Михаїла

## Соціальна сфера
Працюють бібліотека, кар'єр (щебінь-доломіт), створюють музей уродженця села, актора і режисера Костя Підвисоцького.

## Населення

### Мова
Розподіл населення за рідною мовою за даними перепису 2001 року:
| Мова       | Кількість | Відсоток |
| ---------- | --------- | -------- |
| українська | 331       | 99.7%    |
| російська  | 1         | 0.3%     |
| Усього     | 332       | 100%     |

## Відомі люди
- Кость Підвисоцький — український актор, режисер, драматург, чоловік актриси Емілії Підвисоцької.

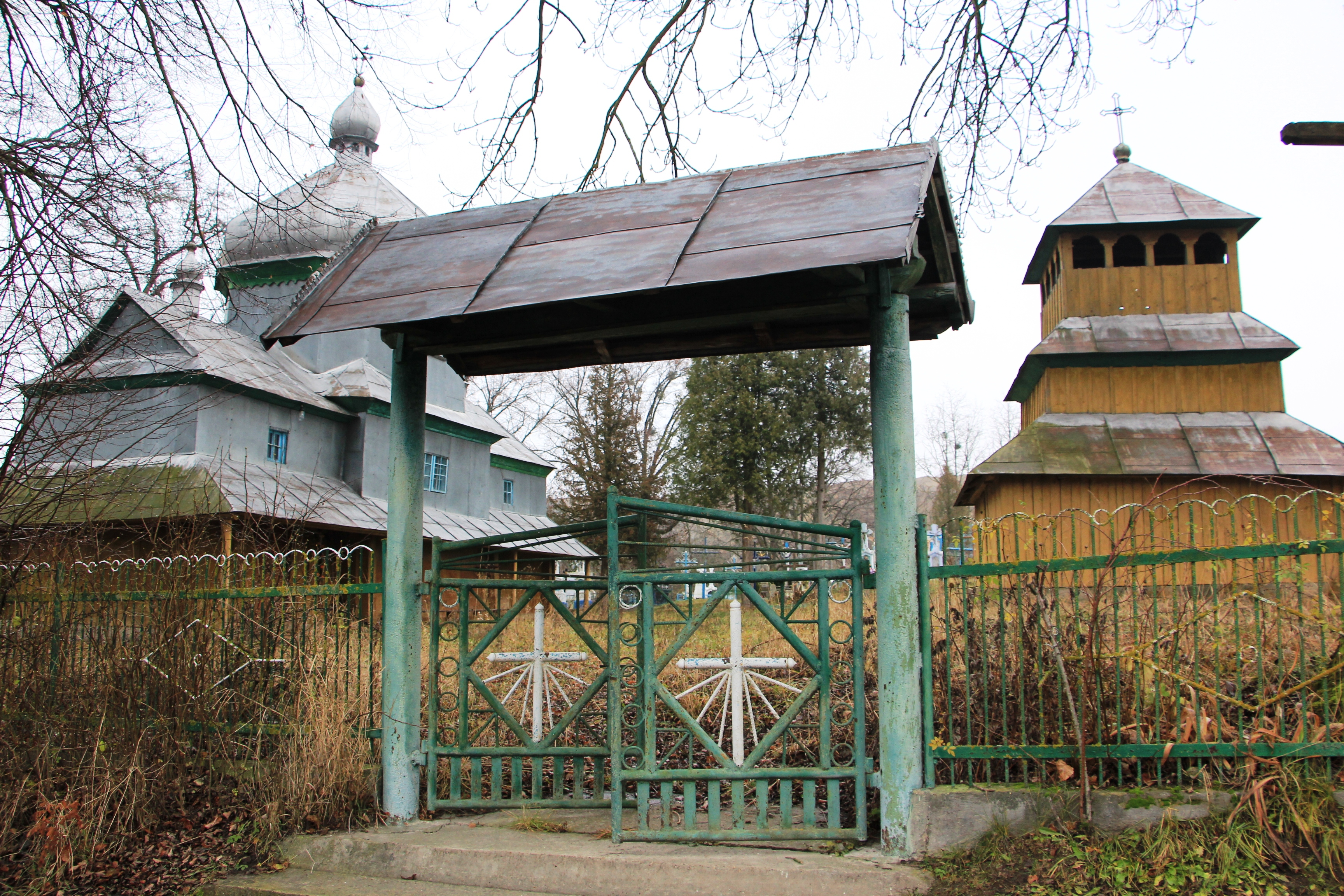
Церква святого Михаїла 1880
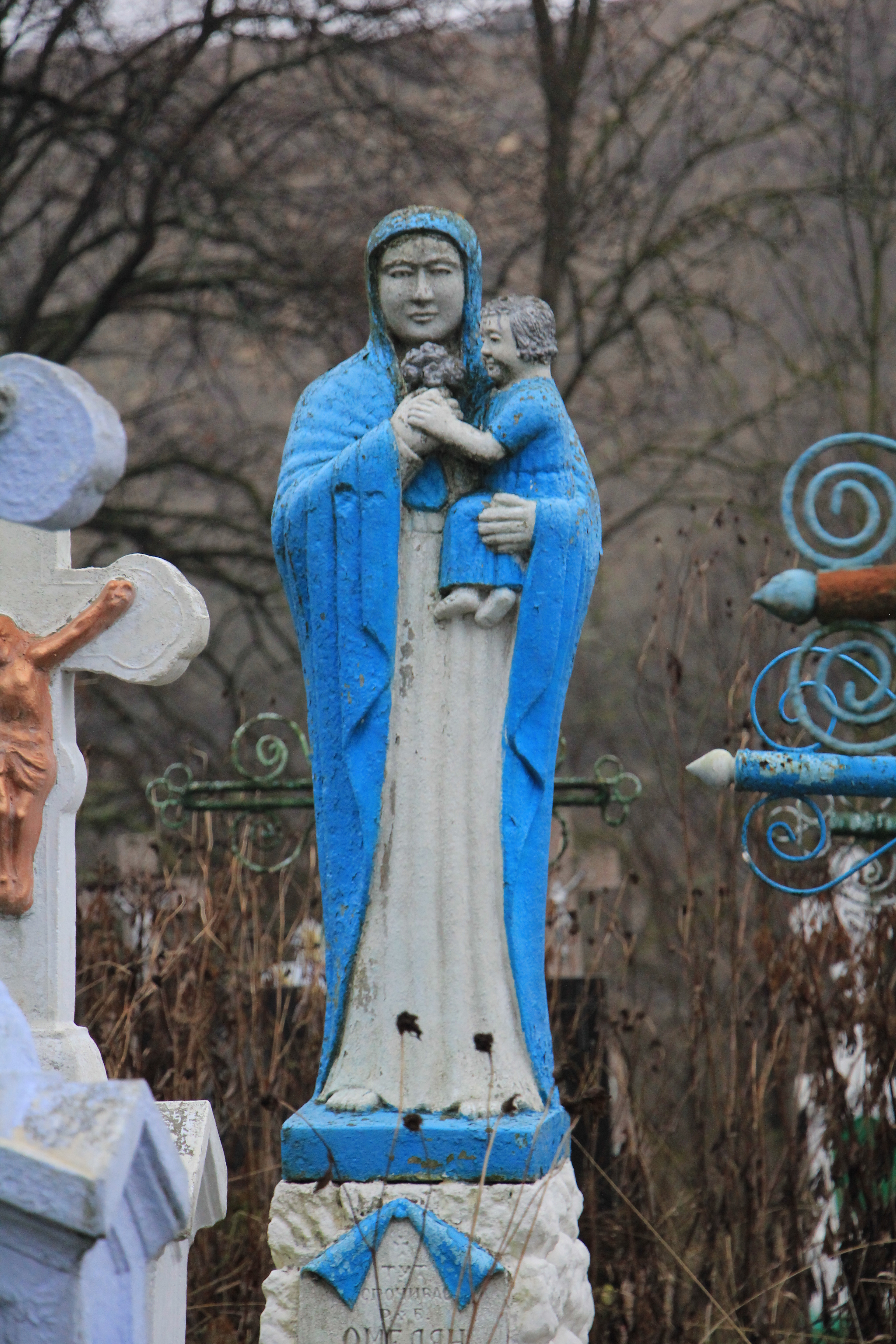
Кам'яна скульптура на цвинтарі в с. Коржова
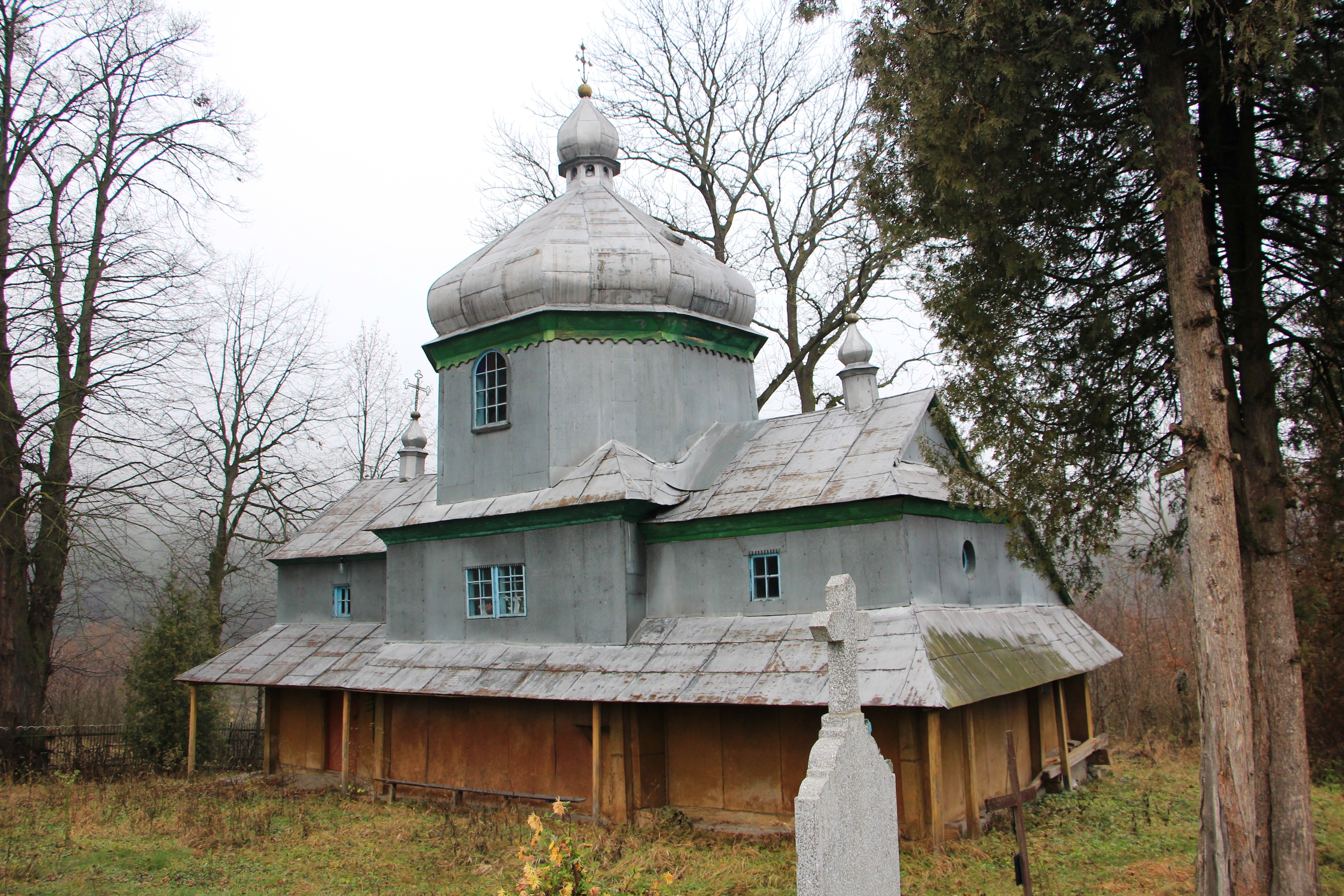
Церква святого Михаїла 1880
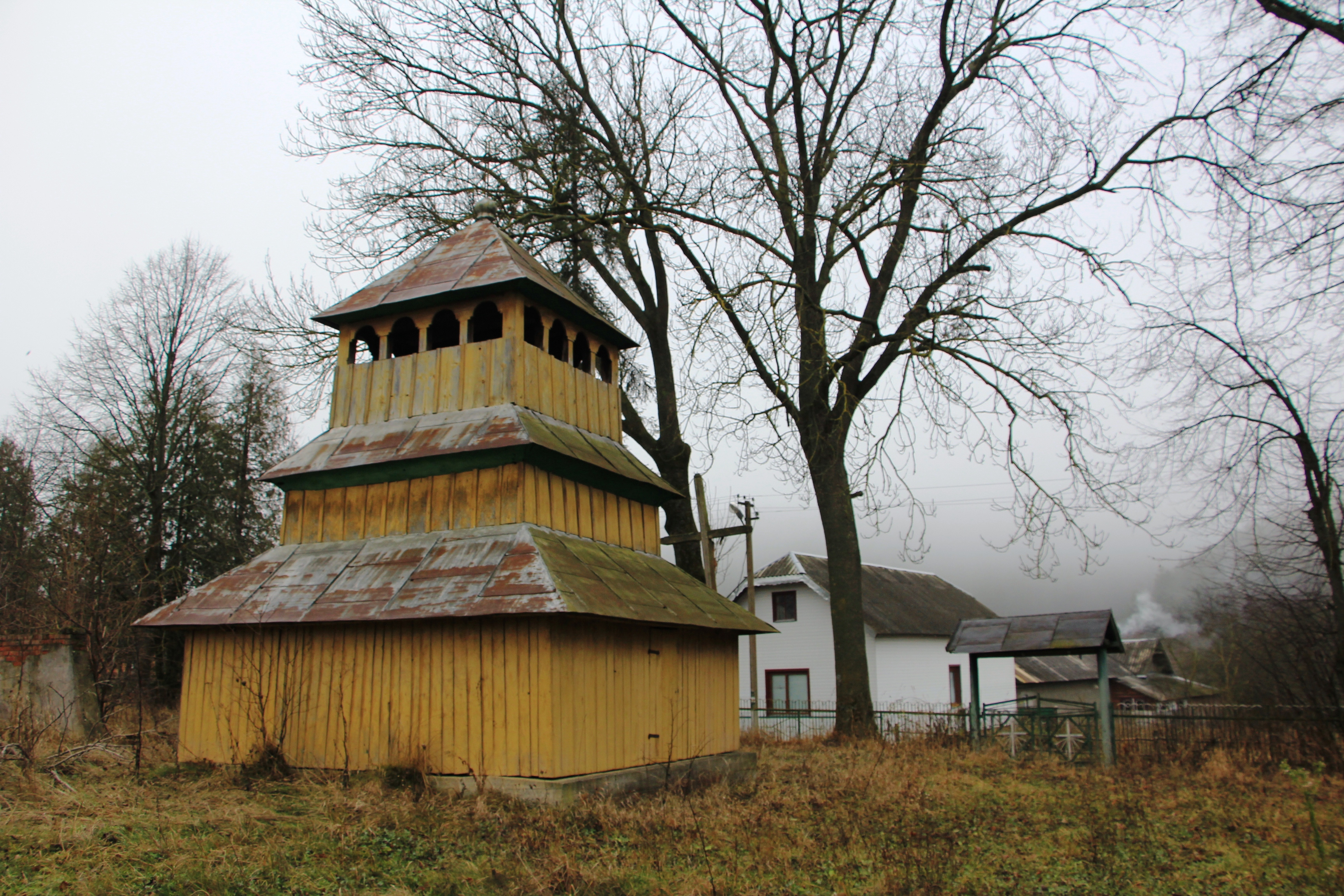
Церква святого Михаїла 1880 (дзвіниця)
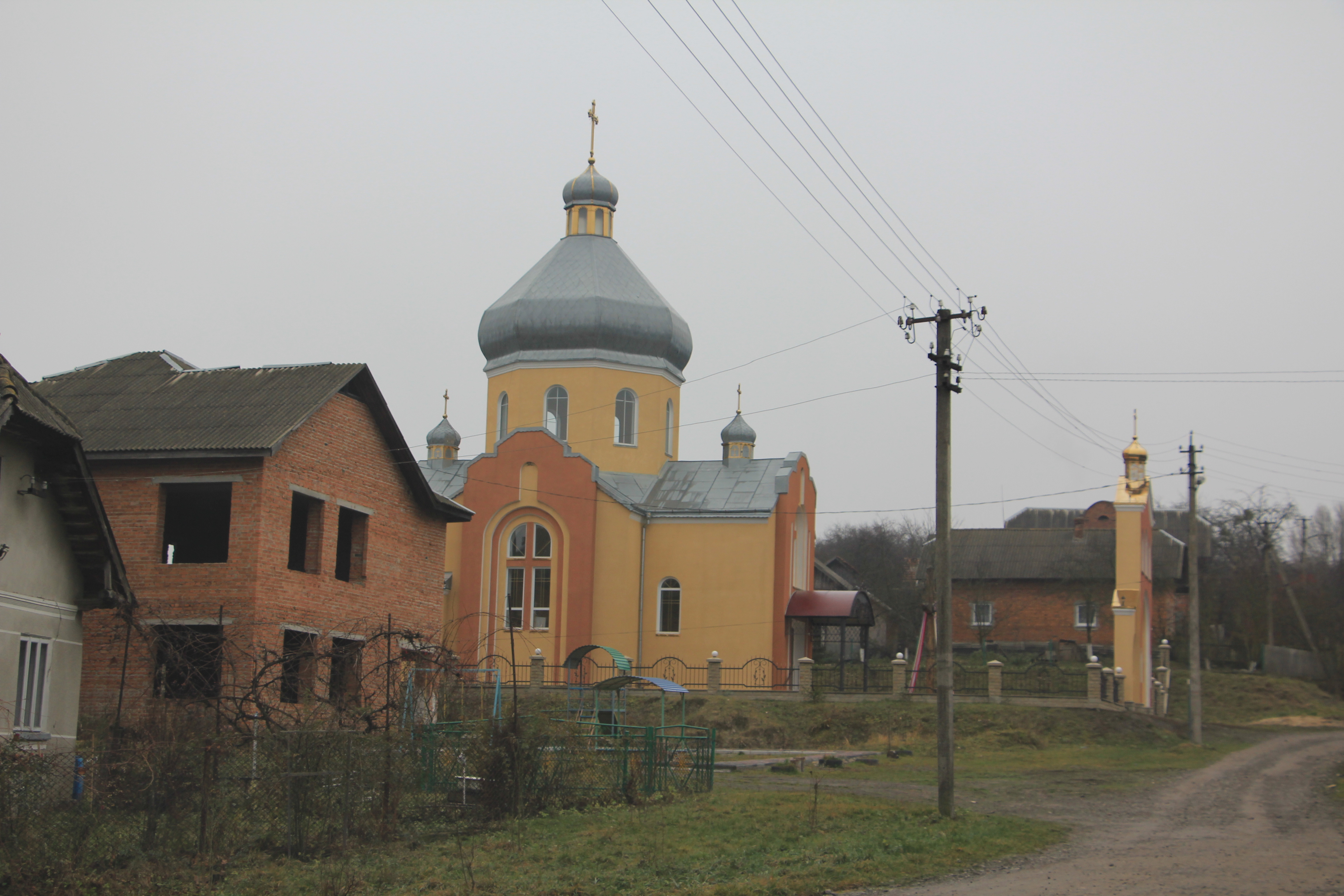
Нова церква в селі Коржова
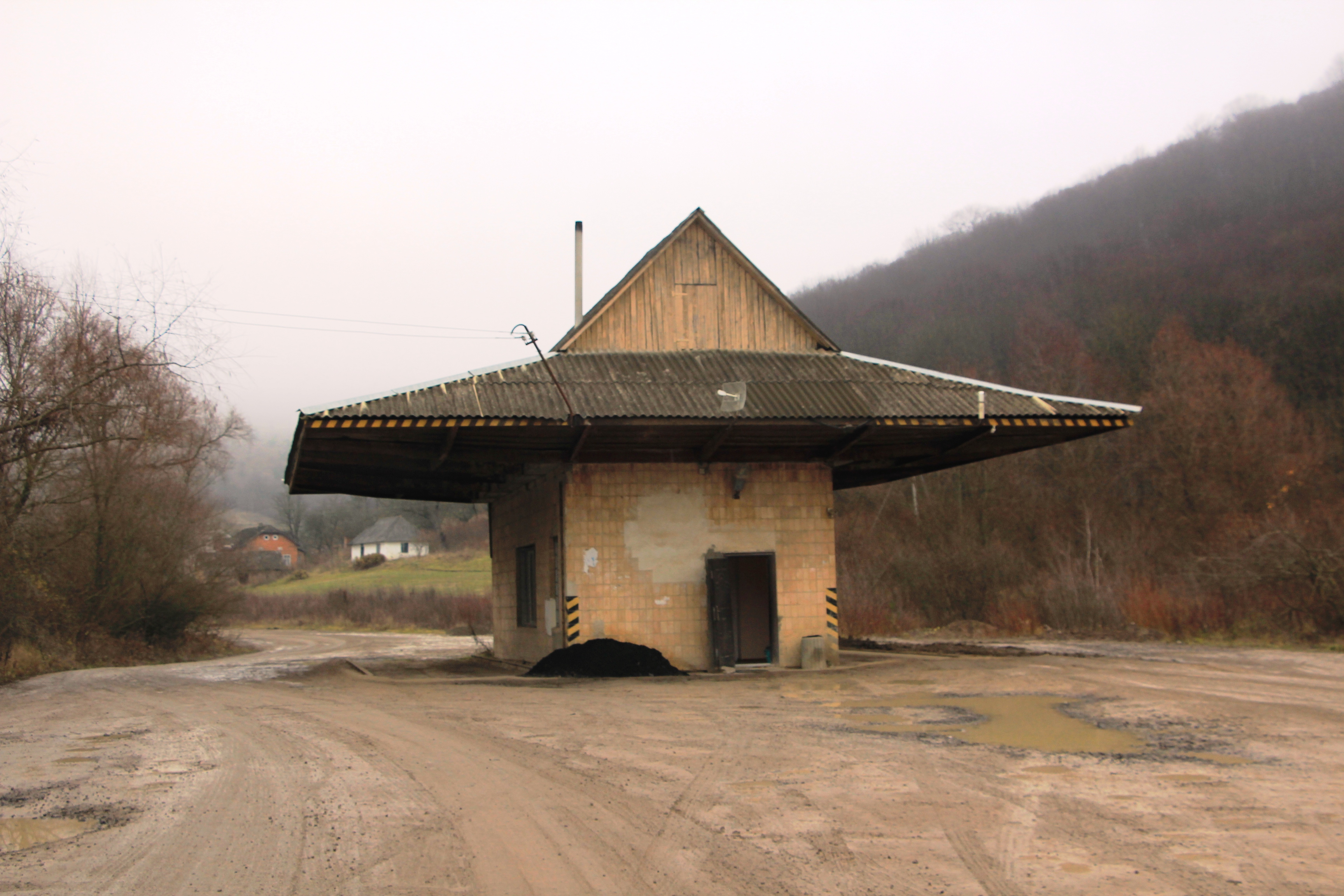
Ваговий комплекс в селі Коржова